# Муллайтіву
Муллайтіву там. முல்லைத்தீவு, синг. මූලදූව) це невелике місто на північно-східному узбережжі Шрі-Ланки. Це столиця округу Муллайтіву в Північній провінції. Раніше рибальське селище, на початку XX-го століття почало розвиватися як якірна стоянка гавань для невеликих парусних суден займаються транспортуванням вантажів між містами Коломбо і Джафна. У місті знаходиться офіс окружного секретаря, та ряд інших державних установ та школи, розташовані як у місті, так і в околицях.
Місто контролювався ТВТІ і був у театрі багатьох битв з 1983 року в ході громадянської війни. У місті знаходилася велика військова база тамільських повстанців. Було сильно пошкоджене цунамі в 2004 році з великими людськими жертвами.
Армія Шрі-Ланки взяла під свій контроль місто 25 січня 2009 в ході Битви при Муллайтіву вчасно зробивши наступ проти ТВТІ.

## Галерея

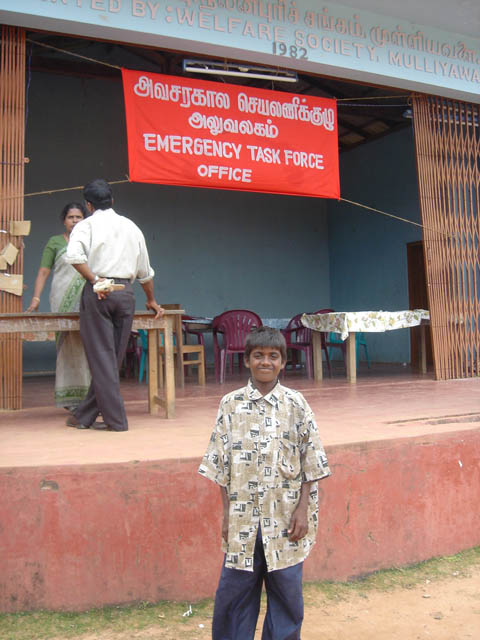
Офіс соцзахисту, 2004
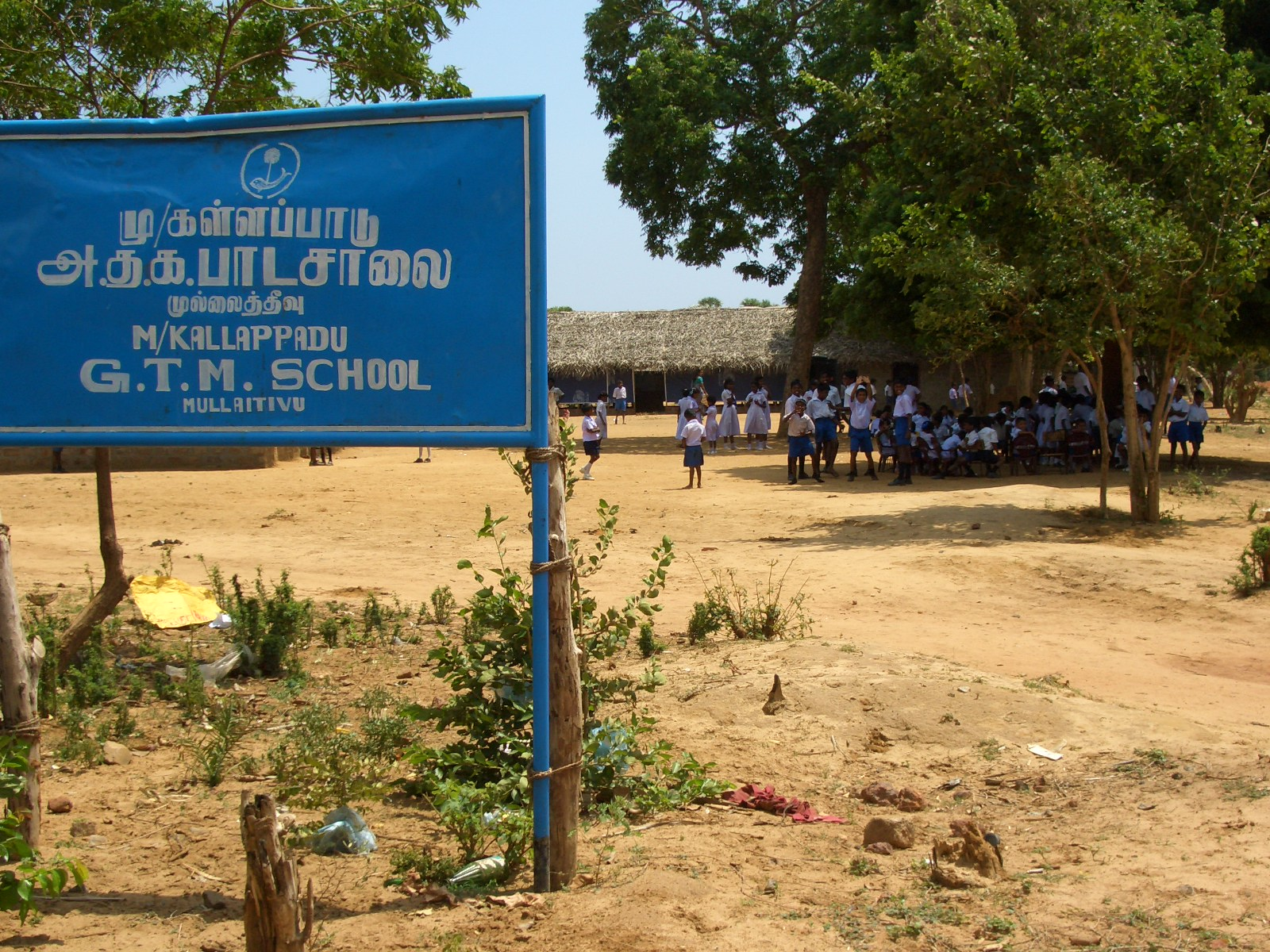
Школа Муллайтіву Каллападу ГТМ
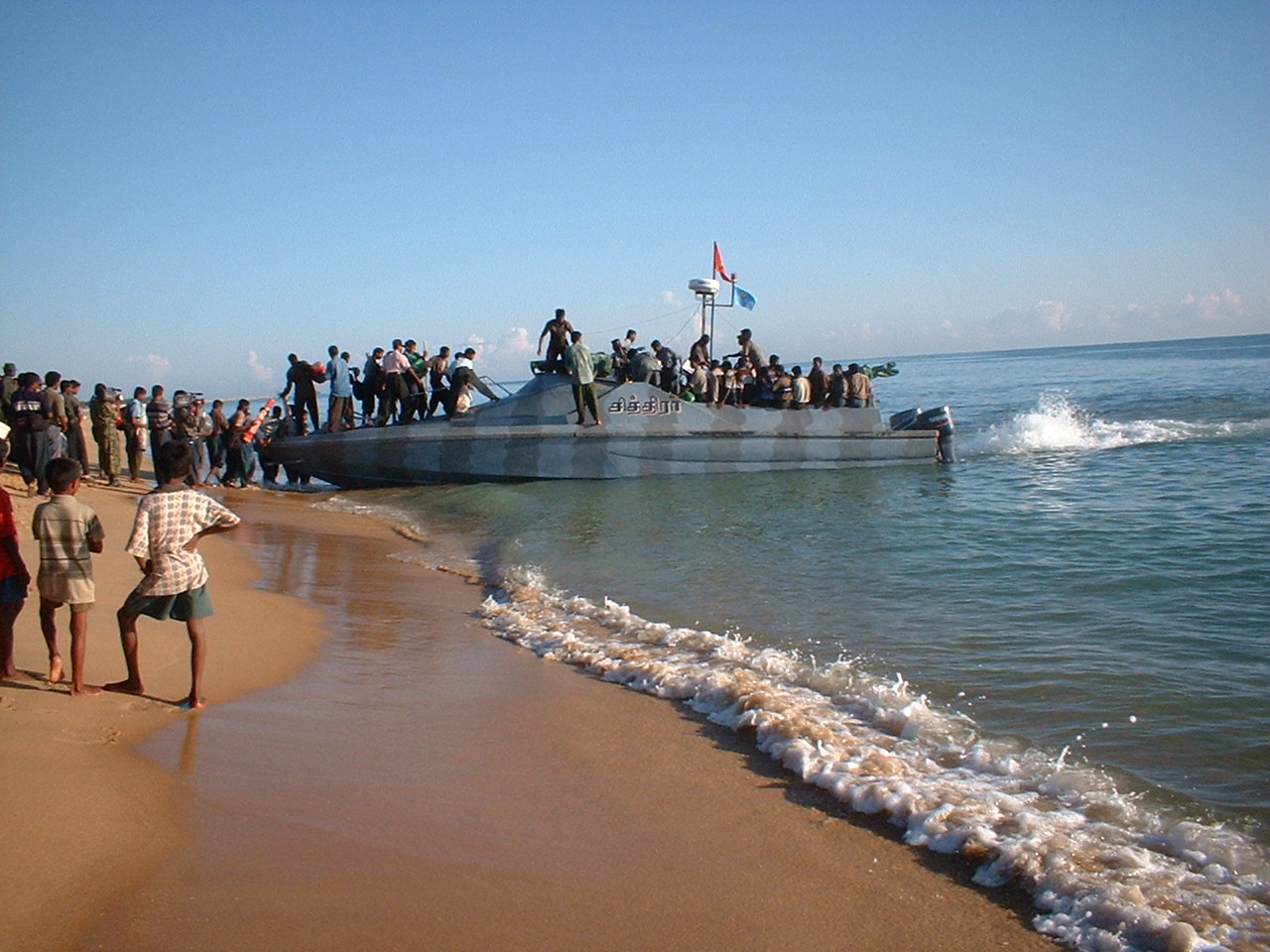
Морські тигри ТЗТІ завантажують судно в Муллайтіву, 2005 рік
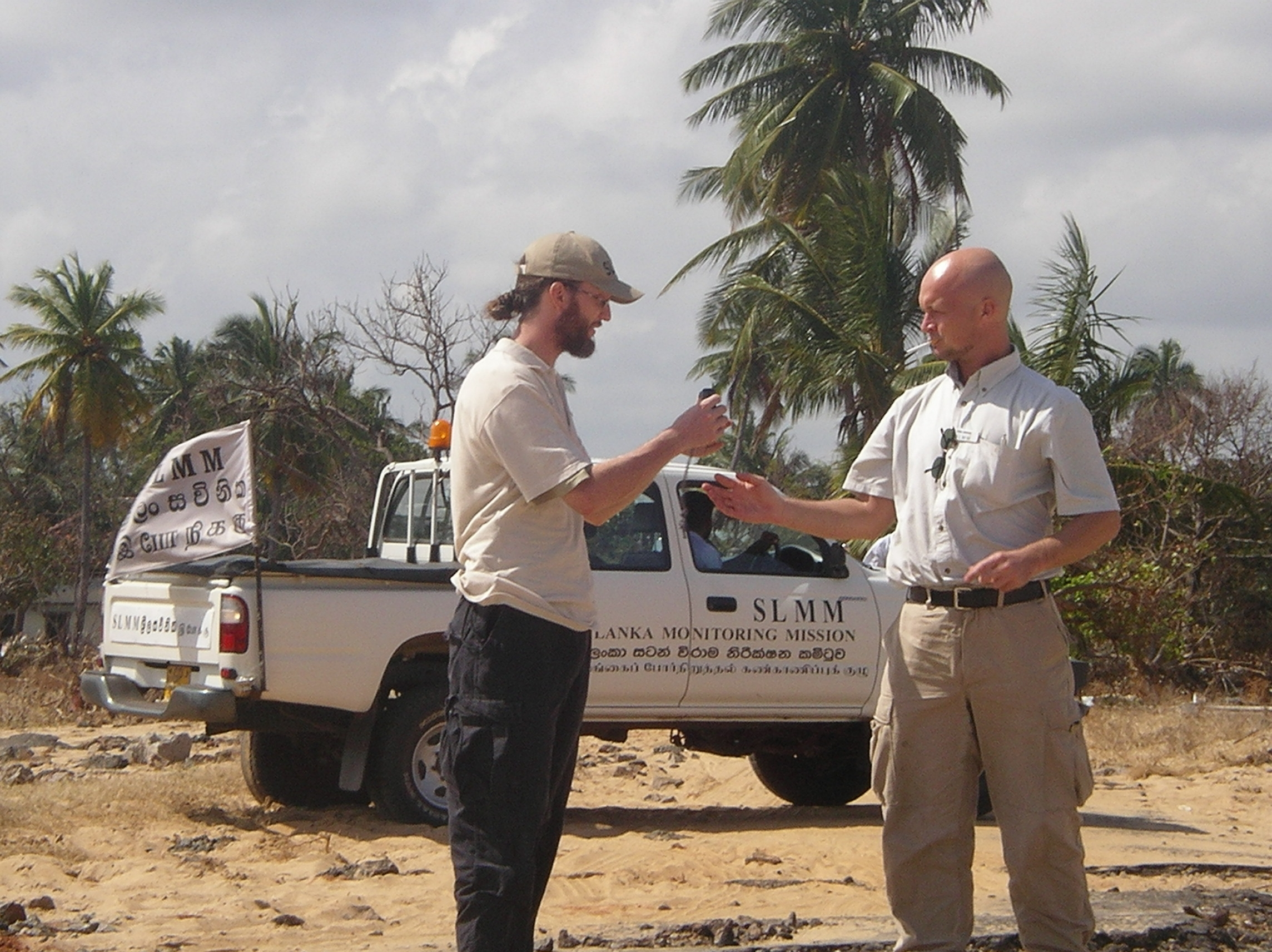
Норвезька спостережна місія під час припинення вогню, 2006
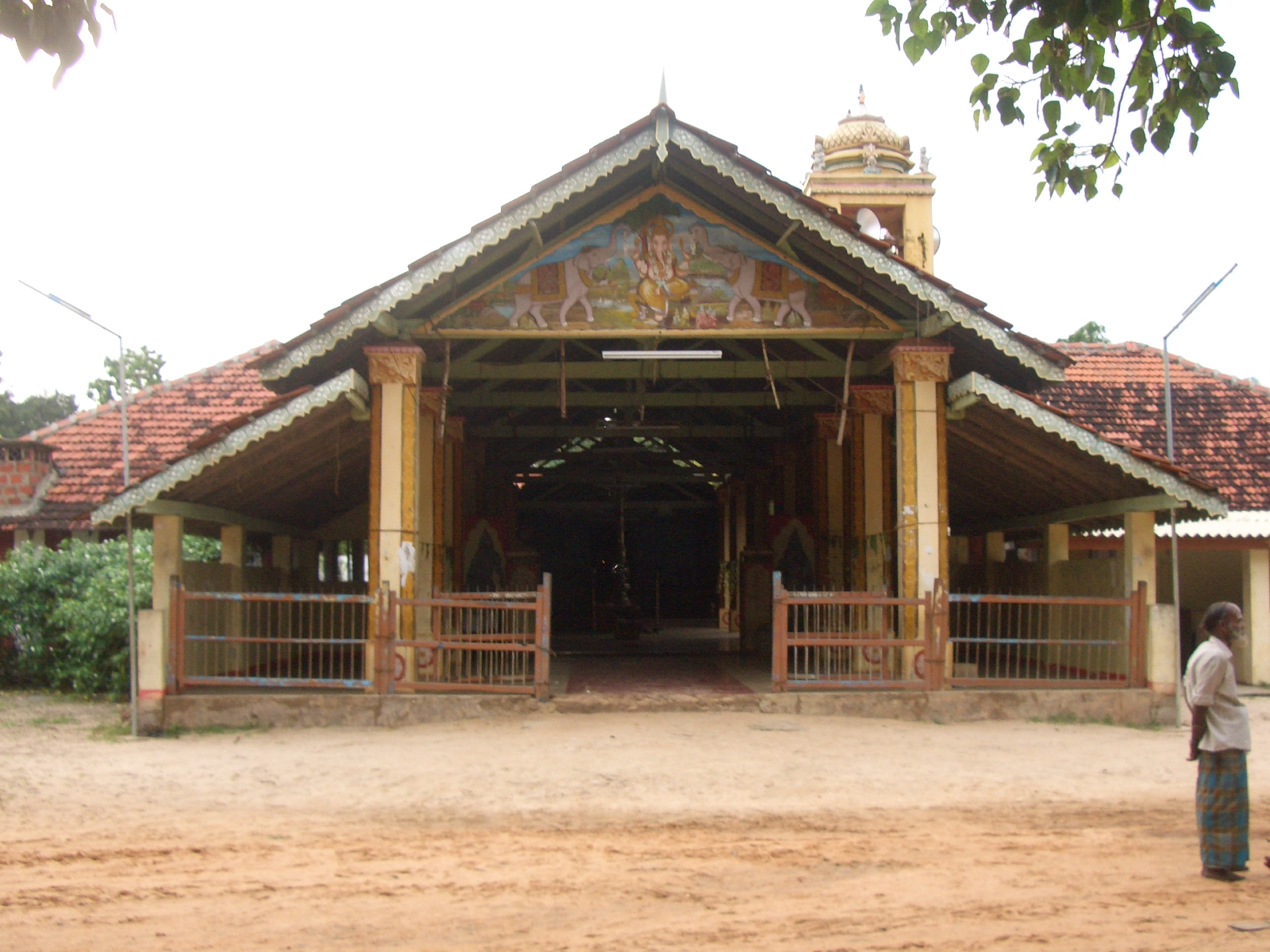
Індуїстський храм в Муллайтіву